# Wahlenbergia undulata
Wahlenbergia undulata är en klockväxtart som först beskrevs av Carl von Linné d.y., och fick sitt nu gällande namn av A.Dc. Wahlenbergia undulata ingår i släktet Wahlenbergia och familjen klockväxter. Inga underarter finns listade i Catalogue of Life.